# João Marques
João Miguel Vieira Freitas da Silva Marques (Barreiro, 13 febbraio 2002) è un calciatore portoghese, centrocampista del Braga.

## Carriera
Cresciuto nel settore giovanile del Vitória Setúbal, ha esordito in prima squadra il 28 ottobre 2020, in occasione dell'incontro di Taça de Portugal perso 0-1 contro l'Académico de Viseu. Nell'estate del 2021 è stato acquistato dall'Estoril Praia, che lo ha inserito nella propria formazione Under-23. Il 18 febbraio 2023 ha esordito in Primeira Liga, prendendo parte all'incontro perso 1-3 contro il Paços Ferreira.

## Statistiche

### Presenze e reti nei club
Statistiche aggiornate al 27 gennaio 2024.
| Stagione        | Squadra         | Campionato      | Campionato | Campionato | Coppe nazionali | Coppe nazionali | Coppe nazionali | Coppe continentali | Coppe continentali | Coppe continentali | Altre coppe | Altre coppe | Altre coppe | Totale | Totale |
| Stagione        | Squadra         | Comp            | Pres       | Reti       | Comp            | Pres            | Reti            | Comp               | Pres               | Reti               | Comp        | Pres        | Reti        | Pres   | Reti   |
| --------------- | --------------- | --------------- | ---------- | ---------- | --------------- | --------------- | --------------- | ------------------ | ------------------ | ------------------ | ----------- | ----------- | ----------- | ------ | ------ |
| 2020-2021       | Vitória Setúbal | CdP             | 21         | 0          | CP              | 1               | 0               | -                  | -                  | -                  | -           | -           | -           | 22     | 0      |
| 2022-2023       | Estoril Praia   | PL              | 11         | 0          | CP+CdL          | 0+3             | 0               | -                  | -                  | -                  | -           | -           | -           | 14     | 0      |
| 2023-2024       | Estoril Praia   | PL              | 18         | 5          | CP+CdL          | 3+6             | 0+1             | -                  | -                  | -                  | -           | -           | -           | 27     | 6      |
| Totale carriera | Totale carriera | Totale carriera | 50         | 5          |                 | 13              | 1               |                    | -                  | -                  |             | -           | -           | 63     | 6      |